# Glenoleon pulchellus
 Glenoleon pulchellus là một loài côn trùng trong bộ Cánh gân. Nó là phổ biến nhất kiến sư tử phổ biến nhất Úc. Con trưởng thành là một loài bay yếu, mặc dù nó được ngụy trang kỹ ở phần còn lại. Cảnh nằm hai bên của cơ thể. Cánh đốm với các mảng màu nâu.
Ấu trùng là một loài săn mồi bằng cách phục kích. Trứng được đặt trong đất, thường là trong các hang động hoặc dưới một gờ đá. Vị thành niên tạo ra một cái bẫy hình miệng núi lửa nhỏ. Kiến sư tử ẩn dưới một trải ánh sáng của cát hay đất. Khi một con kiến trượt vào cái bẫy ấu trùng, loài kiến sư tử này vồ lấy con mồi với bộ hàm mạnh mẽ của nó. Ấu trùng quay một cái kén tơ và hóa nhộng trong đất khô, sau đó xuất hiện thành một con trưởng thành.